# Haminu Dramani
Haminu Dramani (Acra, Ghana, 1 de abril de 1986) es un exfutbolista ghanés. Jugaba de volante y su último equipo fue el FC Infonet Tallinn de Estonia.

## Selección nacional
Ha sido internacional con la Selección de fútbol de Ghana, ha jugado 43 partidos internacionales y ha anotado 4 goles. El más sobresaliente de ellos, ante Estados Unidos en la Copa Mundial 2006 .

### Participaciones en Copas del Mundo
| Mundial                        | Sede     | Resultado        | Partidos | Goles |
| ------------------------------ | -------- | ---------------- | -------- | ----- |
| Copa Mundial de Fútbol de 2006 | Alemania | Octavos de final | 2        | 1     |

## Clubes
| Club                      | País           | Año         |
| ------------------------- | -------------- | ----------- |
| Heart of Lions            | Ghana          | 2004 - 2005 |
| Estrella Roja de Belgrado | Serbia         | 2005 - 2006 |
| Gençlerbirliği            | Turquía        | 2006 - 2007 |
| Kuban Krasnodar           | Rusia          | 2007 - 2008 |
| Lokomotiv Moscú           | Rusia          | 2009 - 2011 |
| Athlétic Club Arles       | Francia        | 2011 - 2013 |
| Gil Vicente               | Portugal       | 2013        |
| Asante Kotoko FC          | Ghana          | 2014        |
| Charlotte Independence    | Estados Unidos | 2015        |
| FC Infonet Tallinn        | Estonia        | 2016        |